# Cinéma Royal Palace
Le Royal Palace, anciennement Nogentais Palace puis Artel-UGC, est un cinéma Art et Essai de 6 salles numériques, situé dans la grande-rue de Nogent-sur-Marne.

## Historique
En 1919, Albert Klein, immigré juif hongrois, achète un terrain en plein centre de Nogent-sur-Marne et l’offre à son frère, Bernard Klein, pour y construire un cinéma. Ce dernier engage l’architecte Milon, et en 1921 ouvre le Nogentais Palace. Il devient également pendant l’entre-deux guerres un haut-lieu du music-hall, et accueillera de grands artistes de l’époque, comme Fernandel.
En 1972, bien que conservant sa façade de l'époque, il se modernise en 4 salles séparées, sous le nom d'"Artel-UGC", diffusant chacun un film différent en continu.
Dans les années 1980, le cinéma, alors sous franchise Artel-UGC, subit de plein fouet la crise de l’exploitation cinématographique. Il est contraint de fermer ses portes au début des années 1990.
En 1997, le cinéma rouvre ses portes sous l’un de ses premiers noms : le Royal Palace. Il propose principalement une programmation familiale.
En 2012, deux nouvelles salles sont construites à l'arrière du bâtiment historique. Un ascenseur est installé, et les couloirs et le hall sont rénovés pour répondre aux normes d'accessibilité pour les personnes à mobilité réduite.

## Un cinéma de quartier
Le cinéma accueille également de nombreux cinéclubs : le cercle communautaire de Nogent, le cercle Beauté-Plaisance, la maison de la culture juive, et le cinéclub des professeurs d'histoire des lycées  Édouard-Branly et Montalembert.
Il propose également à son public des rendez-vous hebdomadaires de films Art et Essai : le mardi cinéphile (pour un public adulte) et le dimanche cinéjuniors (pour les plus petits). Le Royal Palace, classé Art et Essai depuis plusieurs années, a obtenu le label Jeune public en août 2012.
Il existe des séances pour les parents d’enfants en bas âge : les Royal Babies. C’est une séance dédiée où le son est moins fort et la lumière reste allumée. Une table à langer et des jeux sont à la disposition des enfants. Cela permet aux parents qui ne peuvent pas faire garder leurs enfants, ou qui veulent partager ce moment avec eux, de se rendre au cinéma.
Le cinéma participe aux circuits École & cinéma et Lycéens & apprentis au cinéma, ainsi qu’aux ciné-conférences Connaissance du Monde.

## Littérature
« À Nogent, on a deux cinés, le Central-Palace et le Royal-Palace. Tous les deux dans la Grande-Rue, mais le gros rupin Royal écrase de tous les zinzins de sa façade blanche le quartier chic, près de la Mairie, on le voit de très loin, d’au delà de Champigny, la nuit ses ampoules de toutes les couleurs illuminent la vallée de la Marne comme un sapin de Noël. »

— François Cavanna, les Ritals